# Conus richardbinghami
Conus richardbinghami – gatunek małego ślimaka z rodziny stożków (Conidae). Opisany po raz pierwszy w roku 1993 przez E.J. Petucha. Narażony na wyginięcie.

## Charakterystyka
Długość muszli wynosi 18–35 mm. Szerokość u holotypu wynosiła 19 mm.

## Występowanie, status
Gatunek endemiczny dla Bahamów, dokładniej dystryktu Bimini. Zasięg występowania szacowany jest na 120 km². Przebywa na głębokości 1–20 m wśród raf koralowych. Z powodu atrakcyjnej dla kolekcjonerów muszli i ograniczonego zasięgu C. richardbinghami uznano za gatunek narażony na wyginięcie (VU, Vulnerable).